# カナーロ
カナーロ（伊: Canaro）は、イタリア共和国ヴェネト州ロヴィーゴ県にある、人口約2,600人の基礎自治体（コムーネ）。

## 地理

### 位置・広がり

#### 隣接コムーネ
隣接するコムーネは以下の通り。括弧内のFEはフェラーラ県所属を示す。
- フェラーラ (FE)
- フィエッソ・ウンベルティアーノ
- フラッシネッレ・ポレージネ
- オッキオベッロ
- ポレゼッラ
- リーヴァ・デル・ポー (FE)

### 気候分類・地震分類
カナーロにおけるイタリアの気候分類 (it) および度日は、zona E, 2355 GGである。
また、イタリアの地震リスク階級 (it) では、zona 3 (sismicità bassa) に分類される。

## 行政

### 分離集落
カナーロには、以下の分離集落（フラツィオーネ）がある。
- Garofolo, Paviole, Vallone

## 姉妹都市
- Gmina Pszczew、ポーランド